# 현대인 (1972년 영화)
"현대인"은 1972년 공개된 대한민국의 영화이다.

## 배역
- 윤정희
- 김희라
- 박노식
- 고은아
- 김희갑
- 황정순
- 여운계
- 추석양
- 최삼
- 나정옥
- 김경란
- 조학자
- 김신명
- 김광일
- 이창식